# ستيف مورلي
ستيف مورلي هو لاعب كرة قدم أمريكية ولاعب كرة القدم الكندية كندي، ولد في 18 أغسطس 1981 في هاليفاكس في كندا.